# 竹内伸一
竹内 伸一（たけうち しんいち、1964年4月 - ）は、日本の教育学者。名古屋商科大学ビジネススクール教授。専門はケースメソッド教育。

## 略歴
東京都出身。早稲田大学教育学部国語国文学科卒業。大学卒業後、マツダ株式会社勤務ののち、慶應義塾大学大学院経営管理研究科修士課程修了（修士（経営学））、同大学院商学研究科博士後期課程単位取得退学。広島大学大学院教育学研究科博士課程後期修了（博士（教育学））。
慶應義塾大学大学院経営管理研究科特任准教授を経て、2016年より徳島文理大学人間生活学部教授を務め、2018年より現職。名古屋商科大学ケースメソッド研究所ディレクター、ならびに日本ケースセンター所長。株式会社ケースメソッド教育研究所代表取締役。

## 著書
- 『実践!日本型ケースメソッド教育 企業力を鍛える組織学習装置』（髙木晴夫共著, ダイヤモンド社, 2006年）
- 『ケースメソッド教授法入門 理論・技法・演習・ココロ』（髙木晴夫監修, 慶應義塾大学出版会, 2010年）
- 『教師のためのケースメソッド教育』（岡田加奈子,竹鼻ゆかり,竹内伸一共著,少年写真新聞社,2011年）
- 『地域と社会を変えた起業家たち』（石田英夫編著, 星野裕志, 国保祥子, 八木陽一郎共著, 慶應義塾大学出版会, 2014年）
- 『次世代スクールリーダーのためのケースメソッド入門』（日本教育経営学会実践推進委員会編, 花書院, 2015年）
- 『討論授業が中学校の授業を変える ケースメソッドによる土佐市の学校改革』（高知県土佐市編, 学事出版, 2015年）
- 『講座 現代の教育経営5 教育経営ハンドブック』（日本教育経営学会（編）,学文社,2018年）
- 『とことん考え話し合う道徳―ケースメソッド教育実践入門―』（中村美智太郎,鎌塚優子,竹内伸一,岡田加奈子共著,学事出版,2018年）